# Sineval Roque
Antônio Roque de Araújo conhecido como Sineval Roque (Saboeiro, 16 de junho de 1954) é um político e empresário brasileiro. Nascido em 16 de junho de 1950, em Saboeiro, Sertão dos Inhamuns.Filho de político decidiu seguir os passos do pai, ex-presidente da Câmara dos Vereadores de Antonina do Norte e concorreu às eleições municipais naquele município em 1992. Na época foi eleito prefeito e convidado para assumir a presidência Associação dos Municípios do Cariri Oeste.
Sineval Roque foi eleito o primeiro mandato de deputado estadual em 1998. Roque foi reeleito em 2002 e 2006 como representante da Região do Cariri no parlamento.
Roque foi reeleito para a atual legislatura 2011-2015 e ocupa cargos importantes dentro do Parlamento, além de representante da Casa no Conselho Estadual de Desenvolvimento Econômico do Estado. Participa das Comissões de Defesa Social e de Fiscalização e Controle e Educação, Cultura e Desporto.
Roque é filiado ao Partido Socialista Brasileiro (PSB) e suas principais bases eleitorais são: Crato, Antonina do Norte, Barbalha, Nova Olinda, Santana do Cariri, Pontegi, Araripe, Campos Sales, Salitre, Aiuaba, Saboeiro, Cariús, Iguatu, Tarrafas, Farias Brito, Juazeiro do Norte, Assaré, Missão Velha, Abaiara, Milagres, Jardim, Jaguaribe, Guaraciaba do Norte e Fortaleza.
Desde o início da gestão do governador Cid Gomes, o deputado Roque já conseguiu junto ao Governo do Estado, recursos da ordem de mais de R$25 milhões para a região do Cariri. O parlamentar destinou recursos para projetos de abastecimento dágua, energia elétrica, projetos produtivos, através do programa São José, recuperação asfáltica, pavimentação de ruas, construção de matadouro, estádios de futebol, quadra de esportes, materiais esportivos, ambulâncias e tratores.